# Phyla
Phyla, biljni rod iz porodice Verbenaceae (sporiševke) smješten u tribus Lantaneae.  Na popisu je 5 vrsta u tropima i suptropima Novog i Starog svijeta Taksonomska revizija objavljena je 2011. sa 5 priznatih vrsta i 3 varijeteta.

## Opis
Trajnice ili polugrmovi.

## Vrste
1. Phyla betulifolia (Kunth) Greene; Srednja Amerika, Južna Amerika
2. Phyla cuneifolia (Torr.) Greene; SAD, Meksiko, Honduras
3. Phyla lanceolata (Michx.) Greene;  Kanada, SAD, Meksiko, Honduras
4. Phyla linearis (Kunth) Tronc. & López-Pal.;  Venezuela
5. Phyla nodiflora (L.) Greene; prisutna na svim kontinentima; nekoliko varijeteta
6. Phyla ×intermedia Moldenke; SAD (Arkansas, Louisiana)